# Малик-Дол
Ма́лик-Дол (болг. Малък дол) — село в Старозагорській області Болгарії. Входить до складу общини Братя-Даскалові.

## Населення
За даними перепису населення 2011 року у селі проживала 61 особа, з них 60 осіб (98,4%) — болгари.
Розподіл населення за віком у 2011 році:
Динаміка населення: